# Aischines (Milet)
Aischines war ein Redner des 1. Jahrhunderts v. Chr. aus Milet. Er ist nicht zu verwechseln mit dem bekannteren attischen Redner.
Aischines wird bei Cicero (Brutus 325) und Diogenes Laertios (2, 64) erwähnt. Er wurde aus seiner Heimat verbannt, weil er sich gegen Pompeius gewandt hatte (Strabon 14, 1, 7).